# Daniela Čolić-Prizmić
Daniela Čolić-Prizmić, Pseudonym Nela Čolić-Prizmić (* 13. September 1966 in Osijek, Jugoslawien) ist eine kroatische Film-, Fernseh- und Theaterschauspielerin. Sie wurde durch das Video „Heart“ der Pet Shop Boys weltbekannt.

## Leben und Wirken
Daniela Čolić studierte in Zagreb Tanz an der Schule für Zeitgenössischen Tanz Ana Maletić, Philosophie an der Philosophischen Fakultät der Universität Zagreb, Journalistik und Vergleichende Literaturwissenschaften, worin sie auch ihr Diplom 1990 machte. Auch nahm sie Schauspielunterricht. Es folgte ein Gastspiel als Autorin und Moderatorin des kroatisch-kanadischen Fernsehens. Später war sie auch als Drehbuchautorin tätig. Seit 2005 spielt sie wieder verstärkt Theater, so in Zagreb in Stücken ihrer Landsleute Marin Držić oder August Šenoa, aber auch in Opern wie z. B. Amilcare Ponchiellis „La Gioconda“.
Sie heiratete den Fernsehproduzenten Igor Prizmić, mit dem sie vier gemeinsame Kinder hat.

## Filmkarriere
Als Schauspielerin in Filmen nannte sie sich Nela Čolić-Prizmić. Sie hat ins insgesamt nur drei Spielfilmen mitgewirkt, darunter ist allerdings auch eine Hollywoodproduktion mit dem Namen Gospa, wo sie an der Seite von Stars wie Martin Sheen, Michael York oder Morgan Fairchild zu sehen ist.

## Fernsehen
Im Fernsehen hatte sie Gastrollen, aber auch einige Hauptrollen. Sie spielte in vielen Serien des kroatischen Fernsehens mit, wodurch sie die größte Bekanntheit in Kroatien erlangte.

## Musikvideo „Heart“
1988 wirkte sie in dem Musikvideo Heart der Pet Shop Boys mit. Sie spielt eine Braut, die mit dem Gatten auf ein entlegenes Schloss kommt und dort eine Begegnung mit einem Vampir hat, der sie am Ende beim Tanzen beißt und entführt. Der Vampir wird von dem weltbekannten Schauspieler Sir Ian McKellen dargestellt, ihr Bräutigam ist der Sänger der Pet Shop Boys, Neil Tennant, der Fahrer und Chauffeur ist das zweite Mitglied der Pet Shop Boys, Chris Lowe. Oftmals wird dieses Musikvideo als eigenständiger Kurzfilm aufgrund seiner künstlerischen Aussagekraft gesehen. Daniela Čolić erlangte durch dieses Video eine sehr hohe Bekanntheit auch außerhalb ihres Heimatlandes, da das Video bis heute als legendär gilt. Sie war gerade zweiundzwanzig Jahre alt, als das Video entstand. Die Regie führte Jack Bond.

## Filmographie
- Zivot sa stricem (Das Leben mit dem Onkel), 1988, Jugoslawien.
- Diploma za smrt, 1989, Jugoslawien.
- Gospa, 1995, USA.

## Fernsehserien (Auswahl)
- Obicni ljudi, 2006–2007.
- Zakon ljubavi, 2008.
- Larin izbor, 2011.